# Swoboda (rejon berehowski)
Swoboda (ukr. Свобода) – wieś na Ukrainie, w obwodzie zakarpackim, w rejonie berehowskim, w hromadzie Batiowo. W 2001 liczyła 854 mieszkańców, spośród których 554 wskazało jako ojczysty język ukraiński, 10 rosyjski, 287 węgierski, 2 niemiecki, a 1 inny.